# 周口街道
周口街道是中华人民共和国四川省南充市蓬安县下辖的一个街道办事处。2019年10月，撤销相如镇，设立相如街道和周口街道，以原相如镇建设南路社区、东风路社区、下河街社区、磨子西街社区、磨子东街社区、笔架山社区、龙角山社区、三湾堰社区、青龙街社区，以及马儿梁村、小泥溪村、牛毛漩村、中堂村、毛坝子村、双河口村、青高村、七里半村、堂房村、熊家梁村、敖家沟村、彭家沟村、龙角村、木桥沟村所属行政区域为周口街道行政区域。

## 行政区划
周口街道下辖以下村级行政区划单位：
下河街社区、磨子西街社区、磨子东街社区、笔架山社区、建设南路社区、东风路社区、青龙街社区、三湾堰社区、龙角山社区、茅店子社区、木桥沟社区、堂房村、双河口村、毛坝子村、牛毛漩村。